# 赛勐
赛勐（1974年—），云南勐海人，布朗族，中华人民共和国政治人物、第十二届全国人民代表大会云南地区代表。
毕业于云南广播电视大学检察分校法学专业。加入中国共产党。2013年，担任全国人大代表。